# Carl Friedrich Schantz
Carl Friedrich Schantz (* 3. Januar 1803 in Neukirchen im Schwalm-Eder-Kreis; † 27. März 1888 in Marburg) war ein deutscher Jurist und Mitglied der kurhessischen Ständeversammlung.

## Leben
Carl Friedrich Schantz wurde als Sohn des Amtssekretärs Johann Georg Schantz (1767–1837) und dessen Ehefrau Christiane Zülch geboren. 
Nach dem Studium der Rechtswissenschaften war er als kurhessischer Obergerichtsanwalt am Obergericht Marburg tätig und Advokat bei den Justizämtern I und II in Marburg. Er engagierte sich kommunalpolitisch und war Mitglied des Marburger Stadtrats und Beigeordneter des dortigen Bürgermeisters.
1841 hatte er als Vertreter des Abgeordneten Christian Rommel ein Mandat für die kurhessische Ständeversammlung.